# NGC 3275
NGC 3275 (другие обозначения — ESO 375-50, MCG -6-23-46, AM 1028-362, IRAS10286-3628, PGC 31014) — спиральная галактика в созвездии Насоса. Открыта Джоном Гершелем в 1835 году.
Было обнаружено, что форма спиральных рукавов этой галактики описывается так называемыми «кривыми Дарвина». В галактике наблюдается кольцо и бар, в классификации де Вокулёра она имеет тип SB(r)ab. Присутствуют диффузные, практически симметричные пылевые полосы в баре, которые переходят в спиральные рукава. Сами же спиральные рукава асимметричны.
Этот объект входит в число перечисленных в оригинальной редакции «Нового общего каталога».
Галактика NGC 3275 входит в состав группы галактик NGC 3281. Помимо NGC 3275 в группу также входят NGC 3249, NGC 3257, NGC 3281, ESO 375-26, ESO 375-62 и ESO 375-69.